# Idiops schreineri
Idiops schreineri är en spindelart som först beskrevs av Hewitt 1916.  Idiops schreineri ingår i släktet Idiops och familjen Idiopidae. Inga underarter finns listade i Catalogue of Life.